# Bengt Holbek
Bengt Knud Holbek (1. april 1933 – 27. august 1992 i Hugkrogen, Faxe) var en dansk folklorist.
Holbek studerede folkloristik under vejledning af professor Laurits Bødker og tog magistergraden 6. juni 1962. I perioden 1962 til 1970 var han arkivar ved Dansk Folkemindesamling, dernæst amanuensis ved samme institution, indtil han i 1972 blev lektor i ”Folkemindevidenskab” (senere Folkloristik”) ved det nu nedlagte Institut for Folkloristik, Københavns universitet, hvor han også var institutleder. Sad endvidere i fakultetsrådet. Fra 1987 dr.phil. I denne stilling blev han frem til sin død i 1992.
Han har arbejdet indenfor de fleste genrer af folkedigtningen, men doktorafhandlingen skrev han om trylleeventyrene.
Han var ansat som gæsteprofessor på University of California, Berkeley første gang i 1985, og anden gang kort før sin død i 1992. Han var flittig gæsteforlæser ved flere andre universiteter i USA, Skandinavien og Europa inklusive det daværende Østeuropa.
Han disputerede 29. maj 1987 (aud. 15-1-30A) til den filosofiske doktorgrad over afhandlingen ”Interpretation of Fairy Tales. Danish Folklore in a European Perspective”. Disputatsen er dedikeret til folkloristen Evald Tang Kristensen.